# Blaž Mohar
Blaž Mohar, slovenski nogometaš, * 21. april 1989, Ljubljana.
Mohar je profesionalni nogometaš, ki igra na položaju vezista. Od leta 2024 je član avstrijskega kluba Maria Rain. Pred tem je igral za slovenske klube Domžale, Dob in Ihan ter avstrijske Kühnsdorf, St. Michael/Bleiburg, Villacher in Klagenfurt. Skupno je v prvi slovenski ligi odigral pet tekem, v drugi slovenski ligi pa je odigral 55 tekem in dosegel en gol.